# Biokraftstoff-Nachhaltigkeitsverordnung
Die Biokraftstoff-Nachhaltigkeitsverordnung dient gemeinsam mit der Biomassestrom-Nachhaltigkeitsverordnung der Umsetzung der Vorgaben der Erneuerbare-Energien-Richtlinie Richtlinie 2009/28/EG bzw. der Richtlinie (EU) 2018/2001. Für die Herstellung von Biokraftstoffen und Biobrennstoffen werden unabhängig davon, ob die nachwachsenden Rohstoffe innerhalb oder außerhalb der Gemeinschaft angebaut werden, hieraus gewonnene Energien im Rahmen der Vorgaben und Anforderungen der Erneuerbare-Energien-Richtlinie II nur berücksichtigt, wenn sie gem. § 6 zu einer Einsparung der Treibhausgasemissionen von
- mindestens 50 Prozent beitragen, sofern die letzte Schnittstelle, die den Biokraftstoff produziert hat, vor dem oder am 5. Oktober 2015 in Betrieb genommen worden ist,
- mindestens 60 Prozent beitragen, sofern die letzte Schnittstelle, die den Biokraftstoff produziert hat, am oder nach dem 6. Oktober 2015 und bis einschließlich 31. Dezember 2020 in Betrieb genommen worden ist, oder
- mindestens 65 Prozent beitragen, sofern die letzte Schnittstelle, die den Biokraftstoff produziert hat, den Betrieb am oder nach dem 1. Januar 2021 aufgenommen hat.

Ebenfalls dürfen nur solche Rohstoffe verwandt werden, die aus einem nachhaltigen Anbau stammen, wofür unter dem Gesichtspunkt des Natur- und Umweltschutzes detaillierte Vorgaben gemacht werden. So werden Rohstoffe aus Primärwäldern, wie Regenwaldgebieten, ausgeschlossen.
Biokraftstoffe definiert die Verordnung durch Verweis auf § 37b des Bundes-Immissionsschutzgesetzes in Verbindung mit § 4 der Verordnung zur Festlegung weiterer Bestimmungen zur Treibhausgasminderung bei Kraftstoffen (§ 2 Abs. 6).

## Umsetzung der Nachhaltigkeitsanforderungen
Die Verordnung sieht vor, dass für in Verkehr gebrachte Biokraftstoffe von akkreditierten Stellen ausgestellte Nachhaltigkeitsnachweise (§ 8) vorgelegt werden müssen, die bestätigen, dass die Anforderungen während ihres gesamten Herstellungsprozesses eingehalten wurden. Zertifizierungsstellen müssen nach einem anerkannten Zertifizierungssystem die Erfüllung der Anforderungen kontrollieren. Für die Anerkennung von Zertifizierungssystemen und -stellen ist in Deutschland nach § 47 die Bundesanstalt für Landwirtschaft und Ernährung (BLE) zuständig. Im Jahr 2010 wurden mit ISCC und REDcert zwei Zertifizierungssysteme durch die BLE zugelassen. Neben der zuverlässigen Registratur von Flächen und Zertifikaten besteht eine Herausforderung bei den Zertifizierungssystemen in der Berechnung der Treibhausgasemissionen von Biomasse entlang der Produktionskette.
Auf verschiedenen Ebenen wird derzeit international an Zertifizierungssystemen für Biokraftstoffe gearbeitet. Dazu gehören die britische Initiative Renewable Transport Fuel Obligation (RTFO), der Roundtable on Sustainable Biofuels (RSB) sowie, auf spezielle Kulturen bezogen, der Roundtable on Sustainable Palm Oil (RSPO), der Roundtable on Responsible Soy (RTRS) und die Better Sugarcane Initiative (BSI). Auf Initiative des Bundesministeriums für Ernährung, Landwirtschaft und Verbraucherschutz (BMELV) und der Fachagentur Nachwachsende Rohstoffe wurde in Deutschland das Zertifizierungssystem „International Sustainability and Carbon Certification“ entwickelt. Dieses wurde als weltweit erstes System bereits 2008 probeweise für Zertifizierungen in Lateinamerika und Südostasien umgesetzt.
Die Nachhaltigkeitszertifizierung verpflichtet die Vermarkter, eine Treibhausgasreduktion von mindestens 50 %, 60 % bzw. 65 % (je nach Inbetriebnahme der letzten Schnittstelle) gegenüber fossilem Kraftstoff nachzuweisen, wobei die gesamte Herstellungskette berücksichtigt wird. Laut Erhebungen der Bundesanstalt für Landwirtschaft und Ernährung haben Biokraftstoffe im Jahr 2020 im Schnitt 83 % weniger Treibhausgase ausgestoßen als fossile Kraftstoffe.